# 208425 Zehavi
208425 Zehavi este un asteroid din centura principală de asteroizi.

## Descriere
208425 Zehavi este un asteroid din centura principală de asteroizi. A fost descoperit pe 18 septembrie 2001 la Apache Point Observatory în cadrul programului Sloan Digital Sky Survey. Asteroidul prezintă o orbită caracterizată de o semiaxă mare de 3,12 ua, o excentricitate de 0,06 și o înclinație de 12,0° în raport cu ecliptica.